# St. Georg (Gnotzheim)

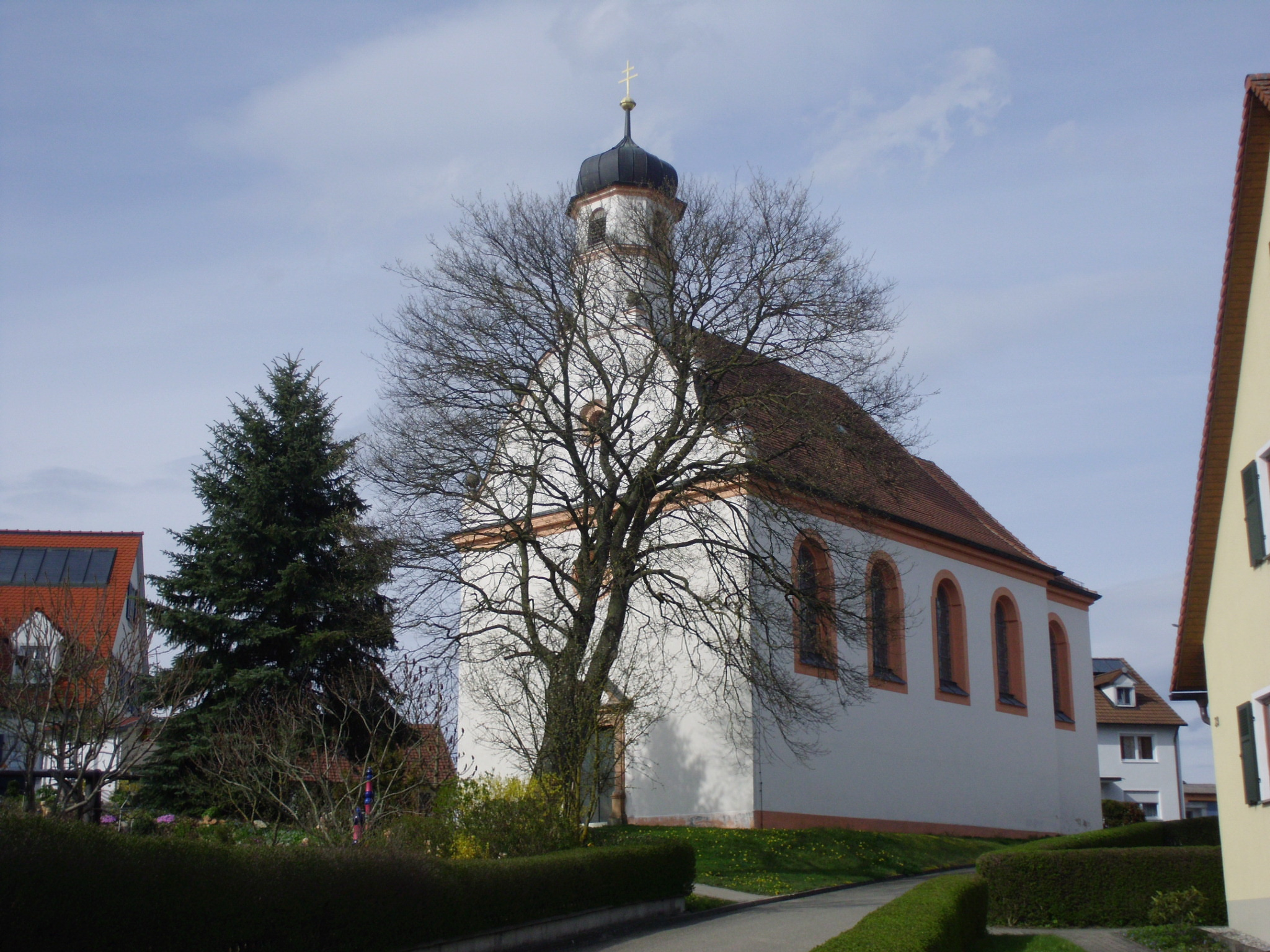
Georgskirche

Die St.-Georgs-Kirche ist eine römisch-katholische Kirche in Gnotzheim, einem Markt im mittelfränkischen Landkreis Weißenburg-Gunzenhausen. Die dem heiligen Georg geweihte Kirche gehört zum Bistum Eichstätt und ist unter der Denkmalnummer D-5-77-133-2 als Baudenkmal in die Bayerische Denkmalliste eingetragen. Die postalische Adresse lautet Kapellbuck 10.
Die Kirche befindet sich am Rand des Ortskerns auf einer Höhe von 458 m ü. NHN. Die Saalkirche ist ein barocker Neubau von Francesco de Gabrieli und wurde 1725 bis 1727 errichtet. Bauleiter war Johann Rigalia der Jüngere. Der Neubau ersetzte eine im Dreißigjährigen Krieg baufällig gewordene Georgskapelle des 15. Jahrhunderts. Langhaus und Chor sind flachgedeckt. Die Westseite wurde als Schauseite angelegt: Das Portal wird von toskanischen Säulen und einem Dachreiter umrahmt. Im Langhaus befinden sich Stuckaturen und mehrere Fresken. Die Ausstattung wurde vom Gnotzheimer Schreiner Matthias Hueber geschaffen. Zwei spätgotische Tafelbilder auf graviertem Goldgrund sind aus dem späten 15. Jahrhundert und stammen wie eine Holzfigur der Muttergottes von 1460 und der Anna Selbdritt, geschaffen um 1470/80, vom Vorgängerbau. Die drei Deckengemälde zeigen das Leben des hl. Georg. Der Altar stammt von 1728, die Seitenaltäre sind von 1738/39. Die Orgel wurde 1988 neu eingebaut.